# Hałasa
Hałasa – szczyt Gór Świętokrzyskich o wysokości 393 m n.p.m. należący do Pasma Dymińskiego.
Na szczycie Hałasy stoi dostrzegalnia przeciwpożarowa.
Przez szczyt prowadzi  niebieski szlak turystyczny z Chęcin do Łagowa. Północny stok trawersuje  niebieski szlak rowerowy (bardzo trudny).
U podnóża wzniesienia przebiegają:
- czerwony szlak rowerowy
- żółty szlak spacerowy wokół Kielc